# Maka Mikeladze
Maka Mikeladze (en georgiano მაკა მიქელაძე; Tiflis, 1964) es una escritora georgiana.

## Biografía
Maka Mikeladze se graduó de la Universidad Estatal de Medicina de Tiflis, en la facultad de Terapia y especialidad de psiquiatría, en 1989. Después de graduarse trabajó en el Hospital Psiquiátrico de Tiflis y más tarde en el Hospital Psiquiátrico de la República. Entre 1986 y 1991 trabajó como modelo en la agencia de modelos Noema. Posteriormente trabajó como psicoterapeuta en el centro de rehabilitación Tatishvili.

## Obra
Su primera colección de poesía, Mujer, fue publicado 2000.
Su cuento ¡Destello! fue incluido en la antología de prosa 15 Best Short Stories de 2003 y años más tarde, en 2011, apareció este mismo trabajo en la colección Georgian Short Stories of the 21st Century junto a otros treinta relatos.
En colaboración con Beso Khvedelidze, escribió la novela experimental Tolma de pato, basada en sus experiencias personales de psiquiatra; la obra fue definida como una novela psicodélico-esquizofrénica, lo que supuso una novedad en la escena literaria georgiana. En 2011 recibió el prestigioso premio literario SABA por su colección en prosa Mi Kusturica y yo (მე და ჩემი კუსტურიცა), en donde aparecen personajes extremadamente convincentes que crean un fuerte vínculo emocional con el lector.
La traducción al inglés de su obra Una historia de sexo fue incluida en la recopilación Contemporary Georgian Fiction de 2012 y su cuento Reescritores fue publicado en una antología de escritoras contemporáneas georgianas publicada por Frankfurter Verlagsanstalt en 2013.